# NGC 3712
NGC 3712 = Arp 203 ist eine Balken-Spiralgalaxie vom Hubble-Typ SB? im Sternbild Löwe an der Ekliptik. Sie ist schätzungsweise 69 Millionen Lichtjahre von der Milchstraße entfernt. 
Halton Arp gliederte seinen Katalog ungewöhnlicher Galaxien nach rein morphologischen Kriterien in Gruppen. Diese Galaxie gehört zu der Klasse Galaxien mit vom Kern ausgeschleuderter Materie.
Im selben Himmelsareal befindet sich u. a. die Galaxie NGC 3713.
Das Objekt wurde am 26. März 1827 vom britischen Astronomen John Herschel entdeckt.